# Nationalpark Way Kambas
Der Nationalpark Way Kambas liegt auf der Insel Sumatra. Er ist mit 130.000 ha der kleinste Nationalpark der Insel und liegt an der Ostküste. Innerhalb des Parks liegt das Sumatran Rhino Sanctuary.

## Flora
Der 1989 gegründete Park wird von Mangroven (Avicennia marina) und Palmenarten (Nipapalmen), Sumpfwäldern, und Steppengebieten beherrscht. Sekundärwälder haben die von Menschenhand unbeeinflussten Urwaldgebiete abgelöst. Weiterhin herrschen Schraubenbäume, Teestrauchgewächse, Flügelfruchtgewächse und Myrtenheiden (Melaleuca leucadendra) sowie Syzygium vor.

## Fauna
Das Reservat stellt eines der letzten Rückzugsgebiete des Sumatranashorns dar. Insgesamt leben etwa 25–35 der seltenen Nashörner in Way Kambas. Weitere Großtierarten des Gebietes sind Sumatra-Elefanten, Sumatra-Tiger, Schabrackentapire, Malaienbären sowie Sambarhirsche. Primaten sind durch Schwarzhandgibbons, Siamangs, Schweinsaffen, Plumploris und Sunda-Koboldmakis vertreten. Unter den kleineren Raubtieren sind der Binturong, der Bänderroller und die Otterzivette erwähnenswert. In den Sümpfen trifft man Krokodile und die schmalschnauzigen, kleineren Sunda-Gaviale an. Zudem herrscht eine reiche Vogelwelt vor, die mehr als 300 Vogelarten aufweist. Dazu zählt die seltene Glanzente, welche in den Grasebenen nistet.

## Tourismus
Neben den zahlreich möglichen Touren durch das Gebiet, erfreut sich insbesondere aber bei den Indonesiern das Elephant Conservation Centre (ECC) großer Beliebtheit. Mittels aus Thailand importierten Know-hows ermöglichte man den Elefanten seit 1986 eine Überlebenschance und demonstriert die Ergebnisse spielerisch.

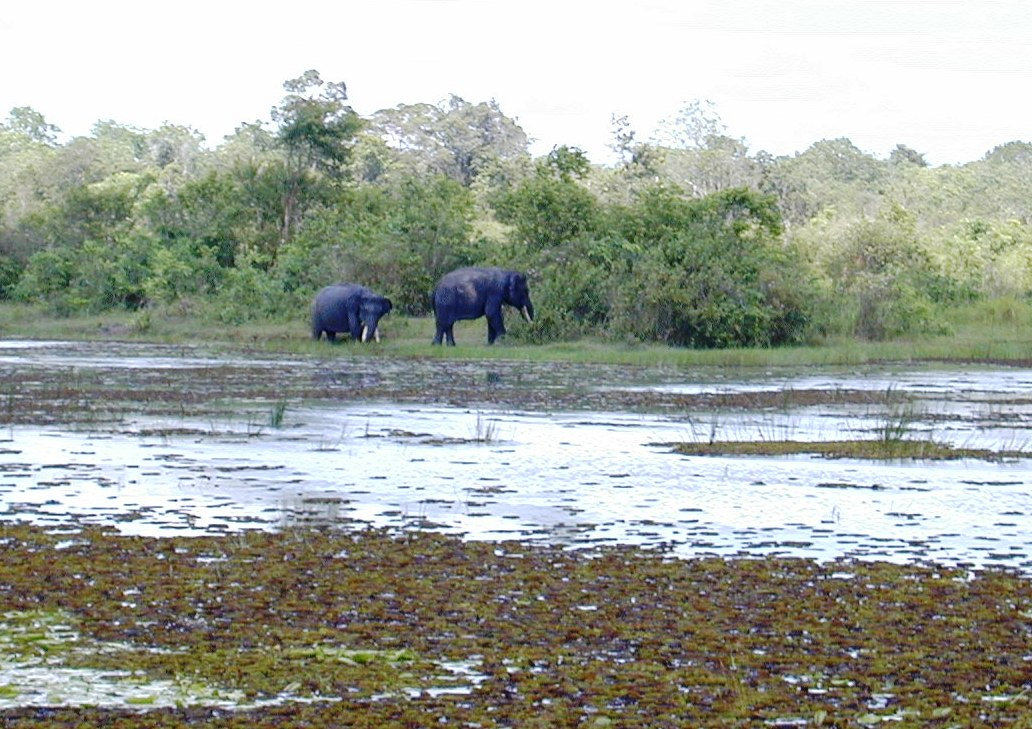
Elefanten im Nationalpark Way Kambas
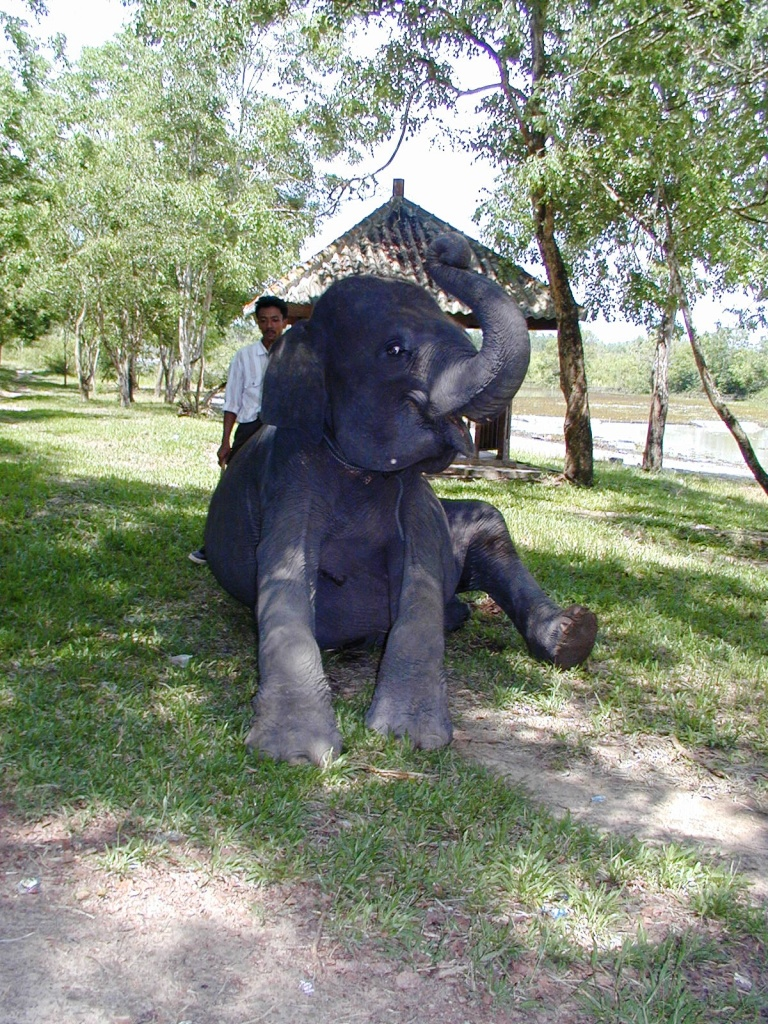
Elefanten-Training
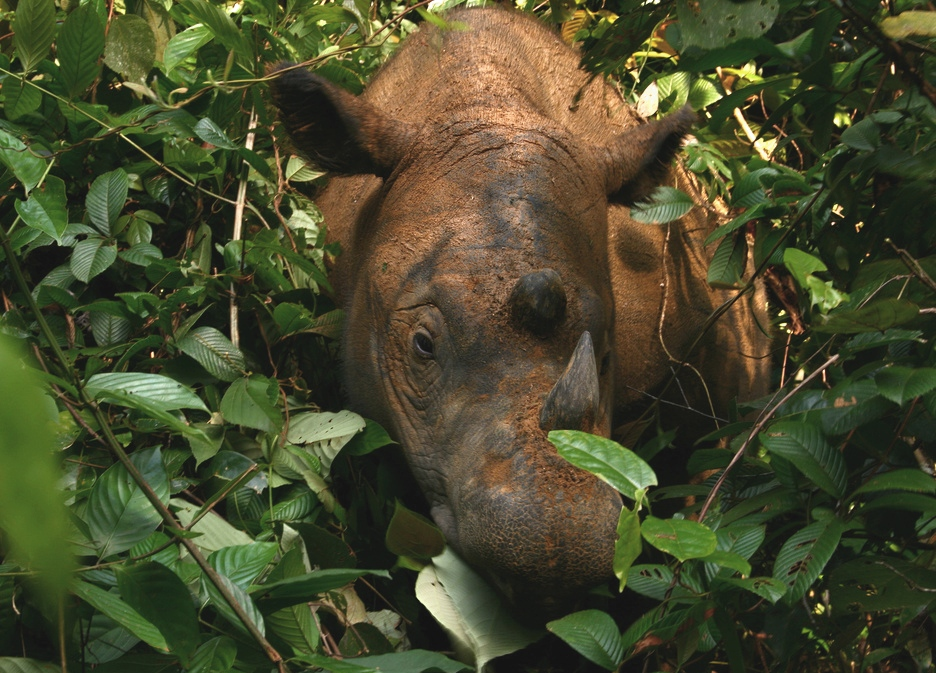
Sumatra-Nashorn im Nationalpark Way Kambas